# Терновский сельский совет (Бершадский район)
Терновский сельский совет (укр. Тернівська сільська рада) — бывший орган местного самоуправления в Бершадском районе Винницкой области с административным центром в c.Терновка.

## Населенные пункты
Сельсовету были подчинены населенные пункты:
- c. Терновка

## Население
| Национальность | Численность, чел. | % от указавших национальность |
| -------------- | ----------------- | ----------------------------- |
| Украинцы       | 1152              | 82,58 %                       |
| Русские        | 127               | 9,1 %                         |
| Молдоване      | 34                | 2,44 %                        |
| Другие         | 82                | 5,88 %                        |

## Состав совета
Совет состоял из 16 депутатов и председателя.
Руководящий состав сельского совета
| ПІБ                      | Основные сведения                                                            | Дата избрания | Дата увольнения |
| ------------------------ | ---------------------------------------------------------------------------- | ------------- | --------------- |
| Кузик Михаил Григорьевич | Сельский глава, 1959 года рождения, образование, член народной партии        | 26.03.2006    | 31.10.2010      |
| Кузик Михаил Григорьевич | Сельский глова, 1959 года рождения, образование высшее, член Партии Регионов | 31.10.2010    |                 |

Примітка: таблица составлена по данным источника

## Известные личности
- Степной, Иван Яковлевич[укр.] (1923—2010) — советский военный, участник Второй мировой войны, почетный гражданин Бердичева.
- Хворостяный, Николай Михайлович[укр.] (1910—1974) — украинский советский деятель, журналист.